# CONCACAF League
La CONCACAF League è stata una competizione calcistica internazionale per squadre di club, organizzata dalla CONCACAF. Le migliori squadre si qualificavano per la CONCACAF Champions League.

## Storia
Nel 2017 la CONCACAF ha riformato le proprie competizioni per club. Visto lo scarso interesse del pubblico e la mancanza di equilibrio in molti incontri della fase a gironi della CONCACAF Champions League, la confederazione decise di scindere in due il torneo: dal 2018 la Champions League tornò a disputarsi lungo l'arco dell'anno solare, riducendosi a 16 squadre che si affrontano in incontri andata e ritorno ad eliminazione diretta; i club meno titolati dei paesi centroamericani e caraibici passarono invece alla neonata CONCACAF League, anch'essa con 16 squadre che si affrontano in turni a eliminazione diretta.
Il nuovo torneo è stato annunciato ufficialmente l'8 maggio 2017.
Nel febbraio 2019 la CONCACAF ha annunciato l'ampliamento del torneo a 22 squadre, a partire dall'edizione 2019.
L'edizione 2022 è stata l'ultima, vista la riforma delle competizioni continentali voluta dalla CONCACAF.

## Formula del torneo
Partecipavano 22 squadre: tre ciascuno per Costarica, Guatemala, Honduras, Panama ed El Salvador, due per il Nicaragua, una per Belize e Canada, più le squadre piazzatesi dal secondo al quarto posto nel Campionato per club CFU. 12 squadre partecipano a un turno preliminare, le cui 6 vincenti si aggiungono alle altre 10 qualificate agli ottavi di finale. Tutti i turni sono a eliminazione diretta con partite di andata e ritorno.

## Albo d'oro
| Anno          | Finale         | Finale              | Finale             |
| Anno          | Vincitore      | Punteggio           | Finalista perdente |
| ------------- | -------------- | ------------------- | ------------------ |
| 2017 Dettagli | Olimpia        | 0-1 / 1-0 (4-1 dcr) | Santos de Guápiles |
| 2018 Dettagli | Herediano      | 2-0 / 1-2           | Motagua            |
| 2019 Dettagli | Saprissa       | 1-0 / 0-0           | Motagua            |
| 2020 Dettagli | Alajuelense    | 3-2                 | Saprissa           |
| 2021 Dettagli | Comunicaciones | 2-1 / 4-2           | Motagua            |
| 2022 Dettagli | Olimpia        | 3-2 / 2-2           | Alajuelense        |

### Vittorie per squadra
| Squadra        | Vittorie | Anno       |
| -------------- | -------- | ---------- |
| Olimpia        | 2        | 2017, 2022 |
| Herediano      | 1        | 2018       |
| Saprissa       | 1        | 2019       |
| Alajuelense    | 1        | 2020       |
| Comunicaciones | 1        | 2021       |

### Vittorie per nazione
| Nazione    | Vittorie | Club vincitori                               |
| ---------- | -------- | -------------------------------------------- |
| Costa Rica | 3        | Herediano (1), Saprissa (1), Alajuelense (1) |
| Honduras   | 2        | Olimpia (2)                                  |
| Guatemala  | 1        | Comunicaciones (1)                           |